# Лігуласька битва
Лігуласька битва — битва, що відбулася між шведами та естами за контроль над замком у Лігулі, Естонія, 1220 року, і є однією з перших відомих поразок у шведській військовій історії. Точна дата залишається невизначеною, хоча деякі історики припускають, що битва відбулася 8 серпня. Подія описана у «Хроніці Лівонії» та «Лівонській римованій хроніці».

## Передумови
На початку XIII століття Естонія зазнала нападу як німецьких хрестоносців, так і Данії. Юний 19-річний шведський король Юган Сверкерссон теж хотів отримати шматок пирога і організував власний хрестовий похід до західного узбережжя Естонії. Одна з причин полягала в тому, що в той час східне узбережжя Швеції часто спустошували флоти естонців, і вторгнення було способом отримати контроль над ситуацією. Інша — забезпечити торговельні шляхи до привабливого ринку Руських земель.
Шведська армія захопила територію навколо фортеці Лігула і приступила до християнізації місцевого населення, яке вже було християнізовано німцями. Після того, як король розмістив армію з 500 чоловік у фортеці Лігула, серед яких були такі видатні особи, як ярл Карл Глухий і єпископ Карл Маґнуссон з Лінчепінгу (обидва з могутньої династії Б'єльбу), він знову відплив додому.

## Битва
Положення шведів означало, що Езель, який воював з хрестоносцями, став для них ще одним ворогом за спиною, і на початку серпня езеліанський флот був помічений біля Лігули. 8 серпня на світанку об'єднана армія естів оточила замок. Фортеця була обложена і підпалена, що змусило шведів атакувати чисельно переважаючого ворога. Шведські війська намагалися пробитися, але були вбиті на місці, включаючи ярла та єпископа. Гарнізон був цілком знищений, за винятком кількох солдатів, яким вдалося втекти до Таллінна, який утримувався Данією.

## Наслідки
Короткочасна спроба Швеції закріпитися в Естонії була мотивована швидким просуванням данських і німецьких хрестоносців, які змогли завоювати більшу частину території на початку XIII століття. Поразка в битві при Лігулі більше ніж на 300 років перешкоджала шведській експансії до Естонії, і країну залишили на поділ Тевтонському ордену, німецьким єпископам і Данії. Тим часом Швеція зосередилася на Фінляндії та постійному конфлікті з Новгородом. Лише в 1561 році Швеції вдалося встановити своє панування в Естонії.